# I Spit on Your Grave III: Vengeance Is Mine
I Spit on Your Grave III: Vengeance Is Mine (bra: Doce Vingança 3: A Vingança É Minha ou Doce Vingança 3 - A Vingança É Minha) é um filme estadunidense de 2015, dos gêneros suspense e terror, dirigido por R.D.Braunstein.

## Enredo
Dando continuidade ao primeiro filme, Jennifer Hills (interpretada por Sarah Butler) agora se estabeleceu na cidade de Los Angeles, ainda traumatizada e mentalmente desequilibrada do estupro que sofreu no passado. Jennifer assume uma nova identidade chamando-a de Angela e agora, ela não é mais uma escritora, dividindo-se entre o novo emprego em uma empresa de telemarketing e idas à reuniões com um grupo de aconselhamentos para uma vida perturbada. Por causa de suas cicatrizes mentais e emocionais, ela se tornou altamente agressiva e defensiva em torno de seu ambiente, não confiando em qualquer homem, presumindo que todos querem fazer mal à ela.
Durante as reuniões, Jennifer faz amizade com uma das meninas do grupo chamada Marla. A dupla começa a sua própria cruzada pessoal, exigindo justiça poética para vítimas de agressão sexual. No entanto, quando tudo parece estar melhorando, Marla morre em circunstâncias misteriosas e ninguém leva a culpa por sua morte. Jennifer se familiariza com o detetive McDylan, um investigador da morte de Marla. No entanto, apesar de várias investigações, o detetive não consegue justiça. Atormentada e enfurecida com a lei que não pôde ajudar Marla, Jennifer decide se vingar por ela e por todas as vítimas de estupro do seu grupo.
Um por um, Jennifer atrai os estupradores impunes para um lugar privado para torturá-los e matá-los. No entanto, suas ações começam a chamar a atenção dos policiais, que por sua vez, suspeitam de que ela está por trás de todos os assassinatos recentes e passam a persegui-la. Por acaso, Oscar (um membro do grupo que perdeu sua filha por suicídio após uma agressão sexual) se sacrifica cortando seus braços e admitindo publicamente os assassinatos à polícia, salvando a vida de Jennifer. Embora o sacrifício de Oscar tenha ajudado Jennifer a não ir para a prisão e acabado as suspeitas de que ela está assassinando novamente, o detetive McDylan insiste em vigiá-la.
Pouco depois da morte de Oscar, Jennifer decide continuar fazendo justiça com as próprias mãos e atrai a atenção de um bandido local que estava assediando-a. Armado com uma faca, ela não conseguiu atraí-lo o suficiente para matá-lo, e os dois entram em luta corporal. O detetive McDylan chega na tentativa de neutralizar a situação, mas Jennifer se recusa a ceder e consegue matar o bandido.
Jennifer é presa por assassinato e foi sentenciada a dois anos de prisão. No dia em que está prestes a sair, ela conversa com uma terapeuta que lhe oferece cuidados. Jennifer agradece, mas não aceita.
Quando sai da sala, ela é atacada por duas presidiárias e violentamente e rapidamente, mata as duas mulheres. Sua terapeuta sai do escritório para tentar acalmar a briga e Jennifer brutalmente a apunhala até a morte. Ela se vira, e é revelado que toda aquela cena estava em sua cabeça. Por fim, Jennifer caminha pelo corredor sorrindo, indicando que seu desejo em matar ainda não acabou.

## Elenco
- Sarah Butler como Jennifer Hills/Angela
- Jennifer Landon como Marla
- Doug McKeon como Oscar
- Gabriel Hogan como Detetive McDylan
- Harley Jane Kozak como Terapeuta
- Michelle Hurd como Detetive Boyle (ou, então, Detetive Bolton)
- Russell Pitts como Matthew
- Walter Perez como Chief
- Karen Strassman como Lynne